# Wiesław Maik
Wiesław Janusz Maik (ur. 1941) – polski geograf, wykładowca Uniwersytetu Mikołaja Kopernika w Toruniu i Wyższej Szkoły Gospodarki w Bydgoszczy.

## Życiorys
Syn Marcina i Teodozji. Przez większą część kariery naukowej był pracownikiem Uniwersytetu Mikołaja Kopernika w Toruniu, gdzie od 1990 kierował Zakładem Geografii Społecznej i Turystyki (utworzonym wówczas poprzez podział Zakładu Geografii Ekonomicznej) w Instytucie Geografii Wydziału Biologii i Nauk o Ziemi.
Następnie w latach 2006–2016 był zatrudniony w Wyższej Szkole Gospodarki w Bydgoszczy. Od października 2007 do września 2009 pełnił funkcję rektora tej uczelni, zastępując na tym stanowisku klimatologa Gabriela Wójcika. Od października 2011 był dyrektorem Instytutu Gospodarki Turystycznej i Geografii.
Był członkiem Komitetu Narodowego do Spraw Współpracy z Międzynarodową Unią Geograficzną, Komitetu Nauk Geograficznych i Komitetu Przestrzennego Zagospodarowania Kraju w Polskiej Akademii Nauk. Pełnił funkcję zastępcy przewodniczącego Wydziału III – Nauk Ścisłych i Nauk o Ziemi oraz Wydziału VII – Nauk o Ziemi i Nauk Górniczych w Komitecie Nauk Geograficznych PAN, a także zastępcy przewodniczącego Wydziału VII – Nauk o Ziemi i Nauk Górniczych w Komitecie Narodowym ds. Współpracy z MUG. W latach 2007–2010 zasiadał w Centralnej Komisji do Spraw Stopni i Tytułów PAN.

## Publikacje
- Analiza funkcjonalna sieci osadniczej podregionu kalisko-ostrowskiego (1976), Poznań, UAM
- Rozwój teorii regionalnych i krajowych układów osadnictwa(1988), Poznań, Wydawnictwo Naukowe UAM
- Podstawy geografii miast (1992), Toruń, UMK
- Osadnictwo (1997, wraz ze Stanisławem Liszewskim), Poznań, Kurpisz
- Geografia społeczno-gospodarcza świata (1997, wraz z Henrykiem Rochnowskim i Janem Falkowskim), Toruń, Turpress
- Polska. Skarby i dziedzictwo (2006), Poznań, Kurpisz
- Skarby cywilizacji europejskiej (2006, wraz z Renatą Ponaratt), Poznań, Kurpisz
- Słynne miasta świata (2006, wraz z Renatą Ponaratt), Poznań, Kurpisz
- Podstawy teoretyczno-metodologiczne studiów geograficzno-miejskich. Studium z metodologii geografii miast (2012), Bydgoszcz, Wydawnictwo Uczelniane Wyższej Szkoły Gospodarki